# C/1532 R1
C/1532 R1 è una cometa non periodica che poté essere vista ad occhio nudo nel 1532, quando arrivò al suo perielio, a una distanza di circa 77,6 milioni di chilometri, ossia circa 0,519 au, dal Sole. A causa della sua eccezionale luminosità, è annoverata tra le "Grandi Comete" ed è spesso indicata come "Grande cometa del 1532".

## Osservazione
Ben due testi cinesi riportano che C/1532 R1 apparve per la prima volta nel cielo mattutino del 2 settembre 1532, ora locale, mostrando una coda ampia un grado d'arco. Visibile sempre nel cielo mattutino, la cometa fu avvistata circa due settimane dopo, il 13 settembre, in Corea, e il giorno dopo ancora in Giappone. Attorno al 1º ottobre 1532, gli osservatori coreani stimarono un'ampiezza della coda pari a 10 gradi d'arco.

Diverse osservazioni si ebbero anche in Europa, dove gli astronomi del tempo effettuarono registrazioni delle esatte posizioni cometarie così da consentire di calcolare i parametri orbitali dell'astro in modo sufficientemente preciso. Tra questi si possono citare Girolamo Fracastoro, che osservò la cometa dal 22 settembre al 3 dicembre dalle vicinanze di Verona definendola "tre volte maggior di Giove", l'astronomo tedesco Pietro Apiano, che osservò C/1532 R1 dal 25 settembre al 20 novembre, prima da Lipsia e poi da Dresda, ritraendola anche in una xilografia, e Paracelso, che descrisse la forma della cometa come simile a una scopa o a una frusta.
Le ultime osservazioni della cometa sono state fatte nella seconda metà di dicembre, con l'ultima probabilmente avvenuta in Corea la mattina del 30 dicembre.
Quando nel 2002 fu scoperta la cometa 153P/Ikeya-Zhang, i calcoli iniziali fecero discutere la possibilità che potesse trattarsi di un ritorno di C/1532 R1, tuttavia, una volta che fu possibile determinare elementi orbitali più precisi, tale ipotesi venne definitivamente archiviata. La cometa si rivelò tuttavia essere identica da questo punto di vista a C/1661 C1, che già Edmond Halley nel 1705 aveva associato a C/1532 R1, ipotesi che venne tuttavia smentita già nel 1781 da Pierre Méchain.
Il passaggio della cometa e la sua lunga coda furono associati dall'opinione pubblica del tempo a diversi tipi di disgrazie e atti di guerra. Ad esempio, il 14 settembre, all'avvistamento della cometa a levante, in Italia fu tra le varie cose attribuita anche la caduta di tutte le olive, che non risultarono essere buone, e tanto l'opinione pubblica si agitò che Papa Clemente VII dovette procedere al lancio di una scomunica contro l'apparizione della cometa. Da alcune lettere di Annibale Caro sappiamo che il pontefice affermava che C/1532 R1 e la cometa di Halley, apparsa nei cieli italiani dal 6 al 23 agosto 1531, gli erano parse come "morte di fame".

## Orbita
Grazie a studi effettuati già da Heinrich Wilhelm Olbers nel 1787 su 37 giorni di osservazione, è stato possibile determinare solo un'orbita parabolica incerta per la cometa, che si ritiene fosse inclinata di circa 33° rispetto all'eclittica. La cometa passò probabilmente dal suo perielio il 18 ottobre 1532, quando si trovava a circa 77,7 milioni di chilometri dal Sole, tra le orbite di Mercurio e Venere.
Nel suo attraversamento del nostro sistema solare, C/1532 R1 ha avuto incontri ravvicinati con diversi pianeti. Così, ad esempio, il 21 settembre è passata a circa 100 milioni di chilometri (0,67 unità astronomiche) dalla Terra, raggiungendo una magnitudine apparente pari a -1, attorno al 2 ottobre ha superato Venere a una distanza di circa 89 milioni di chilometri e, due mesi dopo il suo perielio, ha superato Marte a una distanza di circa 104 milioni di chilometri attorno al 25 dicembre. Per quanto invece riguarda i pianeti maggiori, l'incontro più vicino di C/1532 R1 è stato con Giove, quando, nell'agosto/settembre del 1533, la cometa passò a 1,6 unità astronomiche dal pianeta.
Per quanto riguarda la magnitudine assoluta di questa cometa, nel suo catalogo delle magnitudini cometarie dal 568 al 1978 pubblicato nel 1987, David Hughes ha stimato per C/1532 R1 una magnitudine assoluta pari a +1,8.
A causa dei dati iniziali incerti, non è possibile affermare se e quando la cometa potrebbe tornare nel sistema solare interno. Secondo uno studio pubblicato da Mark R. Kidger, tuttavia, esiste la possibilità che C/1532 R1 e la già citata 153P/Ikeya-Zhang (o C/1661 C1) siano due frammenti di una cometa più grande, di cui C/1532 R1 costituisce il maggiore, che si sarebbe fratturata in seguito a un passaggio vicino al Sole avvenuto nel I secolo, più precisamente nel 58 d.C., e le cui due componenti si sarebbero definitivamente spostate su orbite differenti in seguito a un incontro ravvicinato con Giove avvenuto nel 478. Se ciò fosse vero, ci potremmo attendere un nuovo passaggio ravvicinato di C/1532 R1 attorno alla nostra stella verso la fine del XXI secolo.